# Emby
Emby（原名Media Browser）是一个主從式架構的媒体服务器軟件，可以用來整理服務器上的視頻和音頻，並將音频和视频流式传输到客戶端设备。
Emby服務器端支持Microsoft Windows、Linux、MacOS、FreeBSD，客戶端支持HTML5網頁，Android和IOS等移动操作系統，Roku、Amazon Fire TV、Chromecast和Apple TV等流媒体设备，LG智能电视和三星智能电视等智能电视，以及PlayStation3、PlayStation4、Xbox 360和Xbox One等游戏机。 
Emby原本是大部分源代码是开源的，带有部分闭源工具，但是自从3.5.3版本开始变为闭源软件，Jellyfin为Emby开源分支基础上发展来的。       